# ایوان گولاتس
ایوان گولاتس (سیریلیک صربی: Иван Голац؛ زادهٔ ۱۵ ژوئن ۱۹۵۰) بازیکن فوتبال اهل یوگسلاوی بود.
از باشگاه‌هایی که در آن بازی کرده‌است می‌توان به باشگاه فوتبال منچستر سیتی، باشگاه فوتبال ای‌اف‌سی بورنموث، باشگاه فوتبال ساوت‌همپتون، باشگاه فوتبال پورتسموث، و باشگاه فوتبال پارتیزان اشاره کرد.
وی همچنین در تیم ملی فوتبال یوگسلاوی بازی کرده‌است.